# آنری پاویار
آنری پاویار (فرانسوی: Henri Pavillard‎؛ ۱۵ اوت ۱۹۰۵ – ۷ فوریهٔ ۱۹۷۸) بازیکن فوتبال اهل فرانسه بود.
وی همچنین در تیم ملی فوتبال فرانسه بازی کرده‌است.